# At-Tall (miasto w Syrii)
At-Tall (arab. التل) – miasto w Syrii w prowincji Damaszek. Ma 44 597 mieszkańców i jest ośrodkiem przemysłowym.